# Mitsuo Iso
Mitsuo Iso (jap. 磯 光雄, Iso Mitsuo; * 1966 in der Präfektur Aichi, Japan) ist japanischer Animator, Anime-Regisseur und -Drehbuchautor.
Er begann seine Arbeit in der Animationsbranche Mitte der 1980er Jahre. Danach arbeitete er mit an Werken wie zum Beispiel der Mobile-Suit-Gundam-Serie, Studio-Ghibli-Werken, den OVA zu Final Fantasy, Neon Genesis Evangelion, FLCL von Studio Gainax und als Schlüsselzeichner bei Mamoru Oshii und Satoshi Kon oder den Animationsszenen in Quentin Tarantinos Kill Bill – Volume 1. Meist animiert er Action-Szenen.
Für die Science-Fiction-Animefernsehserie Dennō Coil von 2007 schrieb er das Original, das Drehbuch, das Storyboard und führte Regie. Außerdem animierte er auch ein paar kleine Szenen. Für Denno Coil erhielt er den Excellence Award in der Animationssektion des Japan Media Arts Festival, sowie den 29. Nihon SF Taisho Award, den 39. Seiun-Preis für das beste Medienprodukt und die Excellence Award in der TV Animation Division der 7. Tokyo Anime Award.
Die Produktion seines Films Chikyūgai Shōnen Shōjo (Extra-Terrestrial Boys & Girls) wurde 2018 angekündigt und begann im Jahr 2020.

## Filmografie
- 1988: Transformers: Supergod Master Force (Serie): Schlüsselzeichner (Folge 6, 12, 18, 24)
- 1988: Mobile Suit Gundam: Char’s Counterattack (Kinofilm): Animationsregisseur (Unter dem Namen Mikio Odagawa),  Schlüsselzeichner (unter den Namen von Mitsuo Iso und Mikio Odagawa)
- 1989: Gosenzo-sama Banbanzai! (OVA): Schlüsselzeichner (Folge 4, 6)
- 1989: Mobile Suit Gundam 0080: War in the Pocket (OVA): Schlüsselzeichner (Folge 1, 4, 6)
- 1990: Hakkenden: Legend of the Dog Warriors (OVA): Schlüsselzeichner (Folge 1)
- 1990: Like the Clouds, Like the Wind (spezial-Folge): Schlüsselzeichner
- 1991: Tränen der Erinnerung – Only Yesterday (Kinofilm): Schlüsselzeichner
- 1991: Roujin Z (OVA): Mechanical Design
- 1992: Giant Robo (OVA): Schlüsselzeichner
- 1992: Porco Rosso (Kinofilm): Schlüsselzeichner
- 1993: Ocean Waves (special): Schlüsselzeichner
- 1993: Orguss 02 (OVA): Schlüsselzeichner (Folge 5)
- 1993: JoJo’s Bizarre Adventure (OVA): Schlüsselzeichner (Folge 6)
- 1994: Junkers Come Here (Kinofilm): Schlüsselzeichner
- 1995: Ghost in the Shell (Kinofilm): Schlüsselzeichner, Waffendesign
- 1995: Neon Genesis Evangelion (Serie): Drehbuch (Folge 13), Schlüsselzeichner (Folge 1, 19, 21), Einstellungen (Folge 13, 15), Einstellungen für die gesamte Serie (ohne Namensnennung)[5]
- 1997: Neon Genesis Evangelion: The End of Evangelion (Kinofilm) : Schlüsselzeichner
- 1997: Perfect Blue (Kinofilm): Schlüsselzeichner
- 1998: Blue Submarine No.6 (OVA): Schlüsselzeichner (Folge 1)
- 1999: Digimon Adventure (Kinofilm): Schlüsselzeichner
- 2000: Blood: The Last Vampire (Kinofilm): Schlüsselzeichner, Visuelle Effekte
- 2000: FLCL (OVA): Schlüsselzeichner (Folge 6)
- 2001: Cowboy Bebop – Der Film (Kinofilm): Digital Works (Unter dem Namen Mikio Odagawa)
- 2002: RahXephon (Serie): Screenplay (Folge 15), Storyboard (Folge 15), Episoden-Regie (Folge 15), Digital Works
- 2003: RahXephon: Tagen Hensōkyoku: Digital Works
- 2003: Kill Bill Kapitel 3: Die Herkunft von O-Ren (Filmsegment): Schlüsselzeichner
- 2007: Dennō Coil (Serie) : Regie, Drehbuch, Idee, Storyboard, Digitale Effekte
- 2017: Blade Runner Black Out 2022:  Schlüsselzeichner